# Bitcoin Cash
Bitcoin Cash (BCH) és una criptomoneda i projecte de codi obert que té el seu origen en la divisió de la xarxa de Bitcoin (BTC), l'1 d'agost de 2017. D'acord amb els seus simpatitzants, el seu objectiu és seguir la visió del creador del protocol Bitcoin (Satoshi Nakamoto) d'acord al document tècnic d'aquesta tecnologia i les seves intervencions en fòrums i llistes de correu.
La comunitat de Bitcoin Cash fa molta èmfasi en el caràcter de mitjà de pagament o efectiu electrònic de les criptomonedes així com a la necessitat de la seva escalabilitat per satisfer una creixent demanda global sense dependre totalment de solucions complementàries fos de la cadena de blocs com les Sidechains i Lightning Network. La seva existència és fruït d'un perllongat desacord entre 2015 i 2017 dins de la comunitat de Bitcoin (BTC) sobre la forma adequada d'escalar el sistema peer-to-peer.
Algunes de les seves característiques distintives són:
- Permet minar blocs de transaccions més grans que Bitcoin (BTC). Inicialment 8 MB i posteriorment augmentat a 32 MB.[2][3][4]
- No implementa l'esquema de transaccions SegWit adoptat per Bitcoin (BTC) a la fi de 2017.[5][1]
- Suporta tant el format d'adreces de Bitcoin (BTC) com un format més nou denominat CashAddress o CashAddr.[6][7]
- El protocol per a la creació i enviament de tokens Simple Ledger Protocol (SLP) s'executa sobre la cadena de Bitcoin Cash.

## Economia
Té suport en les principals plataformes de comerç de criptomonedes, entre les quals es poden esmentar Binance, Bittrex, Kraken, Huobi, CoinEx, Sideshift.ai, Changelly, Shapeshift.io, Bithumb, Coinbase, Coinbase Pro, Kucoin, Change Now, Bitstamp, Uphold, AirTM i Exchange.Blockchain.com. Així també en passarel·les de pagament com BitPay, Rocketr i Xpay.cash.
Des de febrer de 2018 també és suportada per la plataforma auto-custodia i descentralitzada de comerç electrònic OpenBazaar.
El 3 de juny de 2019 l'empresa St Bitts LLC (popularment coneguda com Bitcoin.com) va inaugurar Local.Bitcoin.com, una plataforma de comerç que facilita la compra i venda de Bitcoin Cash (BCH) entre particulars amb dipòsit de garantia (de l'anglès escrow) basat en contractes intel·ligents.

## Resum històric

### Antecedents a la seva creació
- L'1 de novembre de 2008 és publicat en la llista de correu sobre criptografia de metzdowd.com un missatge signat per Satoshi Nakamoto en el qual es descriu «un nou sistema d'efectiu electrònic totalment peer-to-peer i que no està basat en tercers de confiança», el qual és explicat amb més profunditat en un document tècnic titulat «Bitcoin: un sistema d'efectiu electrònic peer-to-peer».[13][14][15][16][17] La primera xarxa peer-to-peer basada en aquest protocol entra en funcionament el 3 de gener de 2009 sota el nom de Bitcoin (BTC). El primer bloc de bitcoin (conegut com el bloc de gènesi) va ser minat pel mateix Satoshi Nakamoto.[18]

- Entre 2015 i 2017 la comunitat de Bitcoin (BTC) va experimentar importants desacords entorn als següents punts:

1. L'escassetat d'espai i el límit màxim de la grandària dels blocs d'1 MB.
2. La característica Replace by Fee (RBF) introduïda per Bitcoin Core i el seu impacte sobre la seguretat de les transaccions 0-conf.
3. La proposta de Bifurcació Tova Activada per l'Usuari (UASF) BIP148 que tenia com a objectiu forçar l'activació de SegWit.

### Llançament de la xarxa
L'1 d'agost de 2017 va ser executada una divisió de la xarxa Bitcoin (BTC) (programada per dur-se a terme l'abans de l'activació de BIP148) que va donar origen a Bitcoin Cash (BCH) com una criptomoneda descentralitzada independent. La divisió de la xarxa va ocórrer just després d'haver-se minat el bloc número 478.558 de Bitcoin (BTC), últim que seria idèntic en els registres comptables d'ambdues xarxes. Des d'aquest primer moment la xarxa peer-to-peer de Bitcoin Cash (BCH) suportava el processament de blocs de transaccions a 8 MB, encara que després aquest límit seria novament elevat. Addicionalment va estrenar un nou algorisme de minat denominat Ajust de la Dificultat d'Emergència (EDA) i va remoure la característica Replace By Fee (RBF) del codi dels seus clients. Tots els usuaris que tenien bitcoins al moment de la divisió entre Bitcoin i Bitcoin Cash van veure reflectit aquest saldo en ambdues xarxes.

### Actualitzacions del protocol
Des del seu llançament a l'agost de 2017 la xarxa de bitcoin cash s'ha actualitzat 6 vegades:
- 13 de novembre de 2017: es reemplaça l'algorisme d'ajust de dificultat d'emergència (EDA) per un millorat denominat simplement Algorisme d'Ajust de Dificultat (DAA).[26][27]

- 9 de gener de 2018: s'habilita un format natiu d'adreces popularment conegut com CashAddress proposat pel desenvolupador capdavanter del client Bitcoin ABC, Amaury Séchet.

- 15 de maig de 2018: s'eleva el sostre màxim dels blocs a 32 MB, es reactiven alguns dels codis d'operació (desactivats per Bitcoin Core) i s'augmenta la grandària màxima de dades del camp OP_RETURN.[3]
- 15 de novembre de 2018: s'implementa "Canonical Transaction Ordering" (CTOR) i s'habiliten dos nous codis operatius (CHECKDATASIG i CHECKDATASIGVERIFY) en el script de Bitcoin Cash.[28]
- 15 de maig de 2019: s'habilita l'ús de signatures Schnorr (fent-ho compatible amb els codis operacionals OP_CHECKSIG i OP_CHEKDATASIG) i s'agrega una excepció a la regla CLEANSTACK per permetre recuperar fons SegWit.[29][30][31][32]
- 15 de novembre de 2019: s'habilita la compatibilitat entre l'ús de signatures Schnorr i els codis operacionals OP_CHEKMULTISIG i OP_CHECKMULTISIG(VERIFY) i s'agrega la regla anomenada MINIMALDATA la qual elimina el vector de maleabilitat de BIP 62 i securiza la majoria de les transaccions en aquest sentit (incloent totes les transaccionis P2PKH, és a dir, el tipus més usat).[33][34][33][35]
- 15 de maig de 2020: s'augmenta el límit de transaccions no confirmades encadenades de 25 a 50, es reemplaça l'aplicació dels límits de SigOps per un nou sistema anomenat SigChecks i s'agrega el codi operacional OP_REVERSEBYTES.[36]
- 15 de novembre de 2020: es reemplaça l'algorisme d'ajust de dificultat per un denominat aserti3-2d per reduir la variància del temps entre els blocs.[37]

## Suports notables
Entre els seus simpatitzants s'inclouen l'inversor Roger Veure, els programadors John Mcafee i Gavin Andresen, i el president del Partit Pirata de Suècia, Rick Falkvinge.
Més recentment l'empresari, activista finlandès-alemany i creador de Megaupload, Kim Dotcom, s'ha tornat un partidari molt vocal de la criptomoneda.